# Myrmecophantes assimilis
Myrmecophantes assimilis là một loài bướm đêm trong họ Geometridae.